# Путевая Усадьба 9 км железной дороги Луостари-Никель
Путевая Усадьба 9 км железной дороги Луостари-Никель (ранее — Лота; Сёмужная, Сёмужья) — населённый пункт в Печенгском районе Мурманской области. Входит в сельское поселение Корзуново.

## География
Находится в 1 км от Корзуново на левом берегу реки Печенга.

## История
Назван по километровой отметке железной дороги Луостари — Никель.
Населённый пункт возник в 1955 году и до начала 1960-х годов носил название Лота. С середины 1960-х по начало 1970-х годов известен как Сёмужная, Сёмужья.

## Население
| 2002 | 2010 |
| ---- | ---- |
| 0    | →0   |

## Транспорт
В населённом пункте находится остановочный пункт железной дороги Кола — Никель.